# Henri Lievens
Pour les articles homonymes, voir Lievens.
Henri Lievens, né le 10 avril 1920 à Anvers et mort le 22 juin 2000 à Borgerhout (province d'Anvers), est un peintre et illustrateur belge.

## Biographie
Henri Lievens naît le 10 avril 1920 à Anvers.
Il est un peintre belge principalement actif dans l'illustration. Il fait ses études à l'Académie royale des beaux-arts d'Anvers. 
À 26 ans, en 1946, il illustre le livre de K.C. Peeters, Eigen Aard pour les Éditions De Vlijdt, livre qui lui a donné une certaine renommée. 
Henri Lievens entre au studio des éditions Marabout à Verviers en 1955 et il y réalise plus de 200 couvertures, ainsi que des illustrations intérieures et des montages photographiques. Il était principalement responsable des illustrations de couvertures des collections « Marabout Fantastique » et « Marabout Science-Fiction ». Il a également fait les couvertures de certains Perry Rhodan ainsi que de nombreux dessins intérieurs de Bob Morane, Doc Savage et de certains Marabout Flash dont il faisait également les montages de couvertures. Entre 1960 et 1964, il réalise les couvertures des six premiers Bob Morane en bande dessinée, écrits par Henri Vernes et dessinés par Dino Attanasio. Lievens passe une bonne partie de sa carrière chez Marabout à l'ombre de Pierre Joubert qui travaillait pour le même éditeur et dont le travail a gagné plus de respect et de reconnaissance que le sien. Quand, en 1972, Joubert quitte les éditions Marabout, Lievens sera chargé de retoucher les illustrations de Joubert pour Bob Morane, pour faire ressembler le héros à l'acteur Claude Titre. Il remplacera ensuite Pierre Joubert et continuera à faire les couvertures des Bob Morane. La collection change alors de nom, elle passe de Marabout Junior à Pocket Marabout. Les illustrations intérieures disparaissent avec ce changement. 
Henri Lievens quitte les éditions Marabout en 1977.
Il reçoit le Prix Spécial de la troisième convention européenne de la science-fiction à Poznań en Pologne en août 1976.
En 1980, Henri Lievens retourne chez son premier éditeur, les Éditions De Vlijdt, pour illustrer un recueil sur les légendes de Belgique.
Il meurt le 22 juin 2000 à Borgerhout, un district anversois à l'âge de 80 ans.

## Art
Henri Lievens était le pendant européen d'illustrateurs américains tel Richard Powers ou Paul Lehr (nl). Lievens, Powers et Lehr ont tous trois repoussé les limites de l'illustration réaliste en y faisant entrer des éléments abstraits et surréalistes. Le travail d'illustration d'Henri Lievens était en général très morose, proche du surréalisme, avec souvent des vues de villes étranges ou de maisons anciennes. Il est considéré comme un peintre pratiquant le réalisme magique.

## Œuvres
- K. C. Peeters : Eigen Aard aux Éditions De Vlijdt, en 1946
- Léon Marquet et Alfons Roeck : Légendes de Belgique aux Éditions De Vlijdt, 1980

Principales collections
- « Marabout Fantastique »
- « Marabout Science-Fiction »
- « Marabout Flash »
- « Bob Morane »
- « Doc Savage »
- « Perry Rhodan »
- « Marabout Junior »
- « Pocket Marabout »